# Eagle (cratère)
Pour les articles homonymes, voir Eagle.
Eagle (aigle, en anglais) est un petit cratère d'impact de 22 m de diamètre, situé dans la Meridiani Planum (la plaine centrale du Méridien) de la planète Mars. Il est connu pour avoir été le lieu d'atterrissage en janvier 2004 du robot-astromobile explorateur Opportunity de la mission Mars Exploration Rover (MER) de la NASA. 

## Nom
Il est nommé d'après le premier module lunaire Apollo Eagle d'Apollo 11, du premier atterrissage et premier pas humain sur la Lune des astronautes américains Neil Armstrong et Buzz Aldrin, le 20 juillet 1969. L'aigle américain est également un des symboles des États-Unis. 
Le terme de golf « eagle » est également une métaphore inspirée de l'exploit remarquable de la NASA d'avoir découvert dans ce premier cratère exploré « des signes de présence d'eau sur Mars et des conditions propices à la vie sur Mars » « du premier coup » dès son arrivée.

## Histoire

### Cratère d'impact
Ce petit cratère d'impact de 22 m de diamètre et 3 m de profondeur est formé à l'époque géologique martienne Noachien, la première et plus ancienne, il y a environ 4,1 à 3,7 milliards d’années (échelle des temps géologiques martiens). 

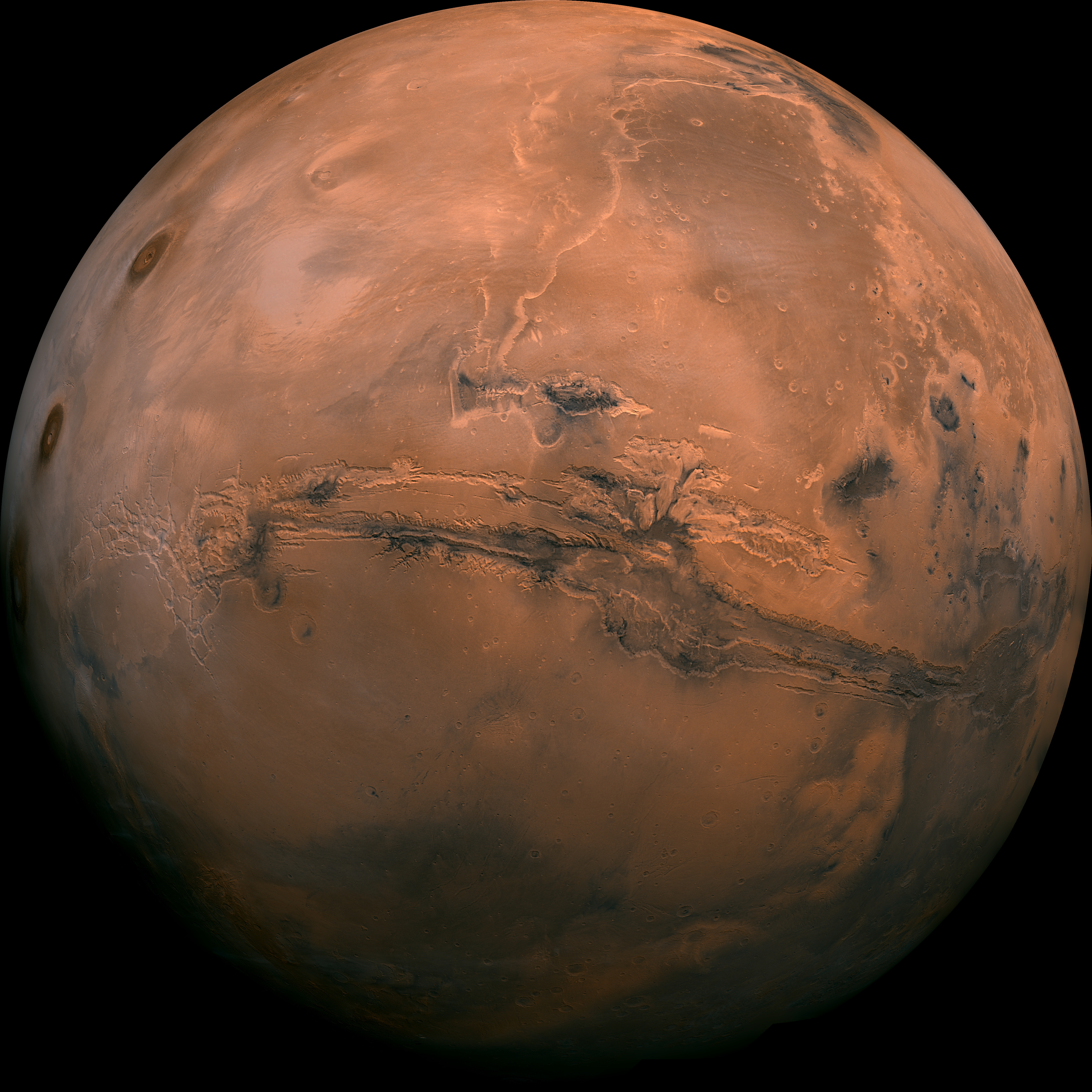
Mars
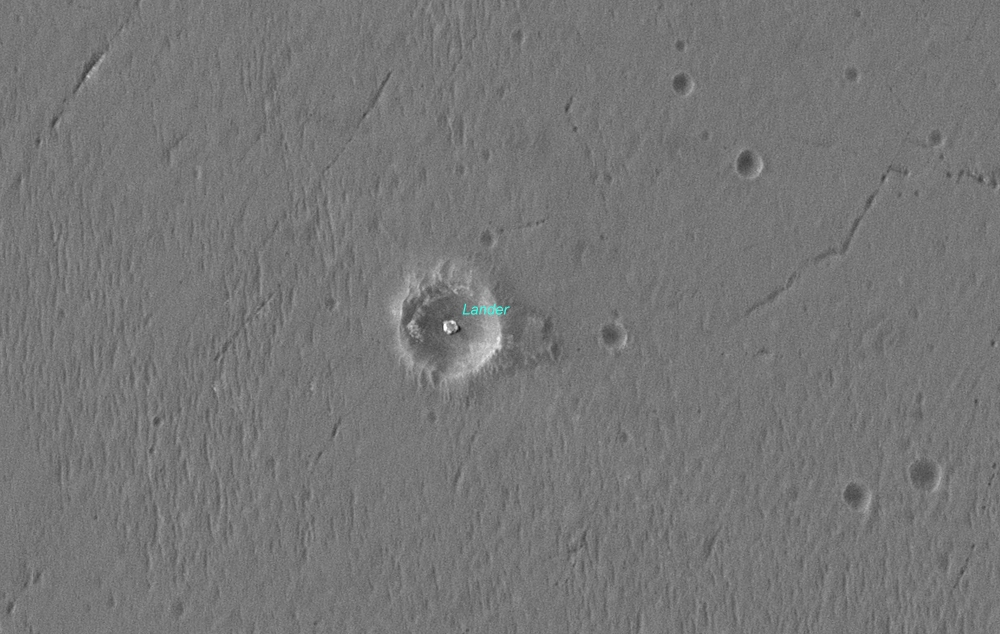
Eagle et Opportunity
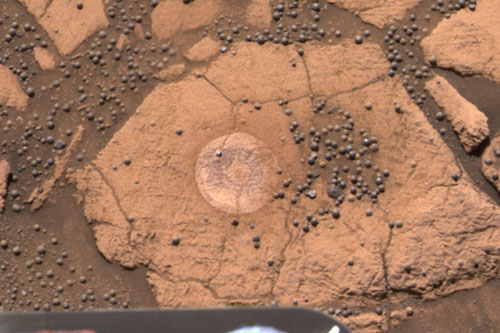
Photo du sol de Eagle

Cette période connait une forte activité météoritique, avec un intense bombardement de météorites, à l'origine de nombreux cratères d'impact de Mars. De l'eau coulait très probablement à la surface de Mars durant cette période (eau sur Mars), peut-être sous forme d'océan (Oceanus Borealis), de lacs ou de rivières, avec des formes présumées et possibles de formes de vie sur Mars.

### Opportunity
Le cratère d'impact Eagle est découvert le 24 janvier 2004, avec l'atterrissage du robot-astromobile explorateur Opportunity, troisième exploration robotique martienne à succès après les programmes Viking (1975) et Mars Pathfinder (1996).

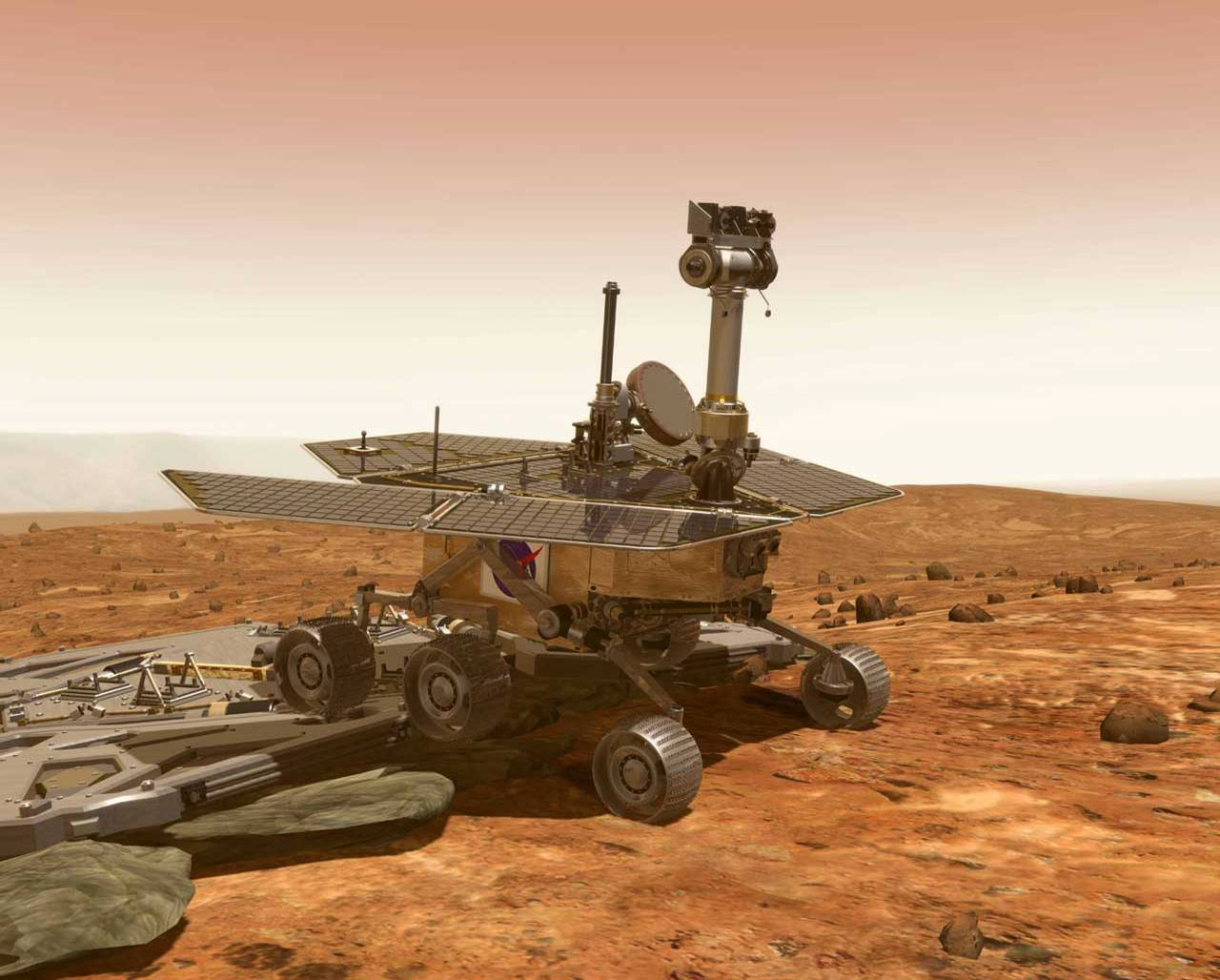
Opportunity et sa plateforme d’atterrissage
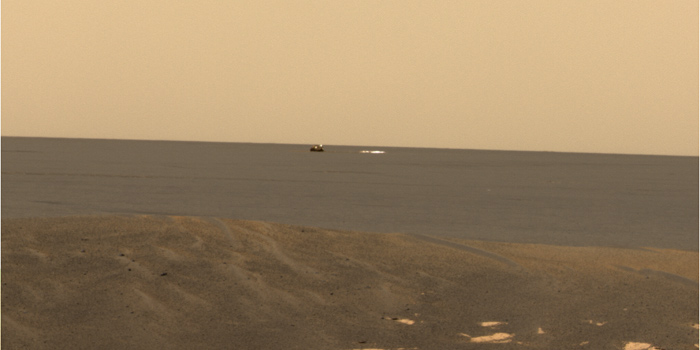
Meridiani Planum, ancien fond marin présumé de Mars
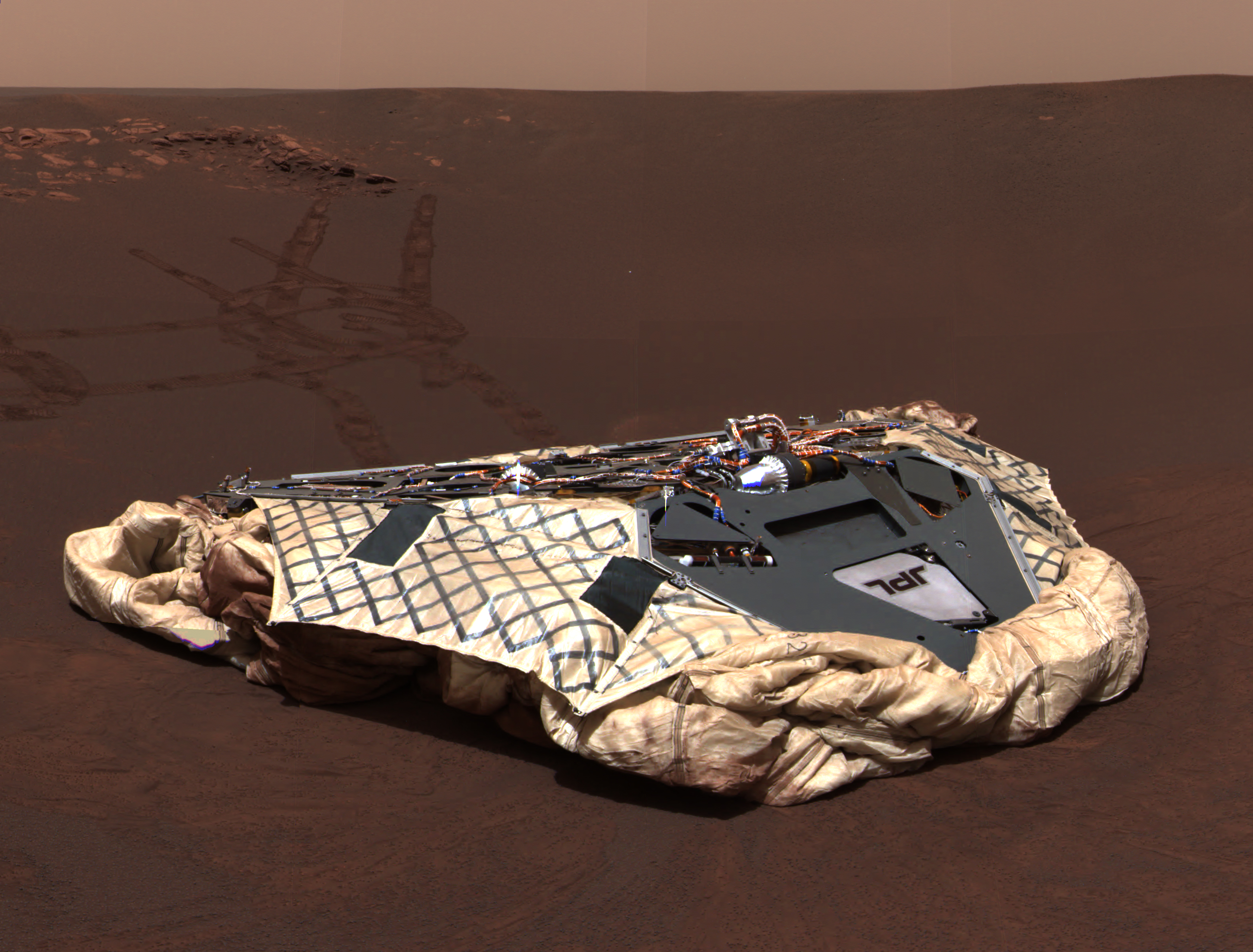
Plateforme d’atterrissage
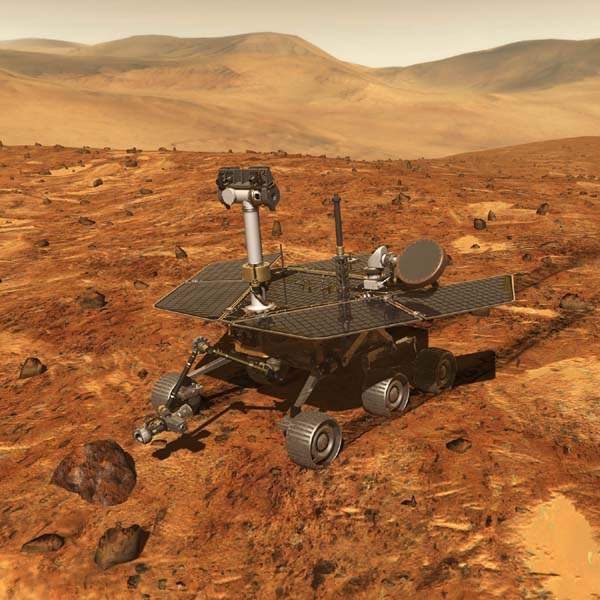
Spirit (robot jumeau)

Le programme Mars Exploration Rover (MER) de la NASA est prévu pour explorer Mars, dans deux zones différentes, avec les deux robots jumeaux Opportunity et Spirit. Opportunity découvre dès son arrivée sur ce premier lieu d'exploration des présences d'indices géologiques suggérant que de l'eau liquide a probablement existé sur Mars dans cet ancien lieu de fond marin présumé. 

Opportunity va explorer le sol martien pendant 15 ans (de 2004 à 2019) pour étudier la géologie de Mars, à la recherche en particulier d'eau sur Mars, (Spirit explore Mars de son côté durant 6 ans, de 2004 à 2010).

## Principaux cratères visités parOpportunity

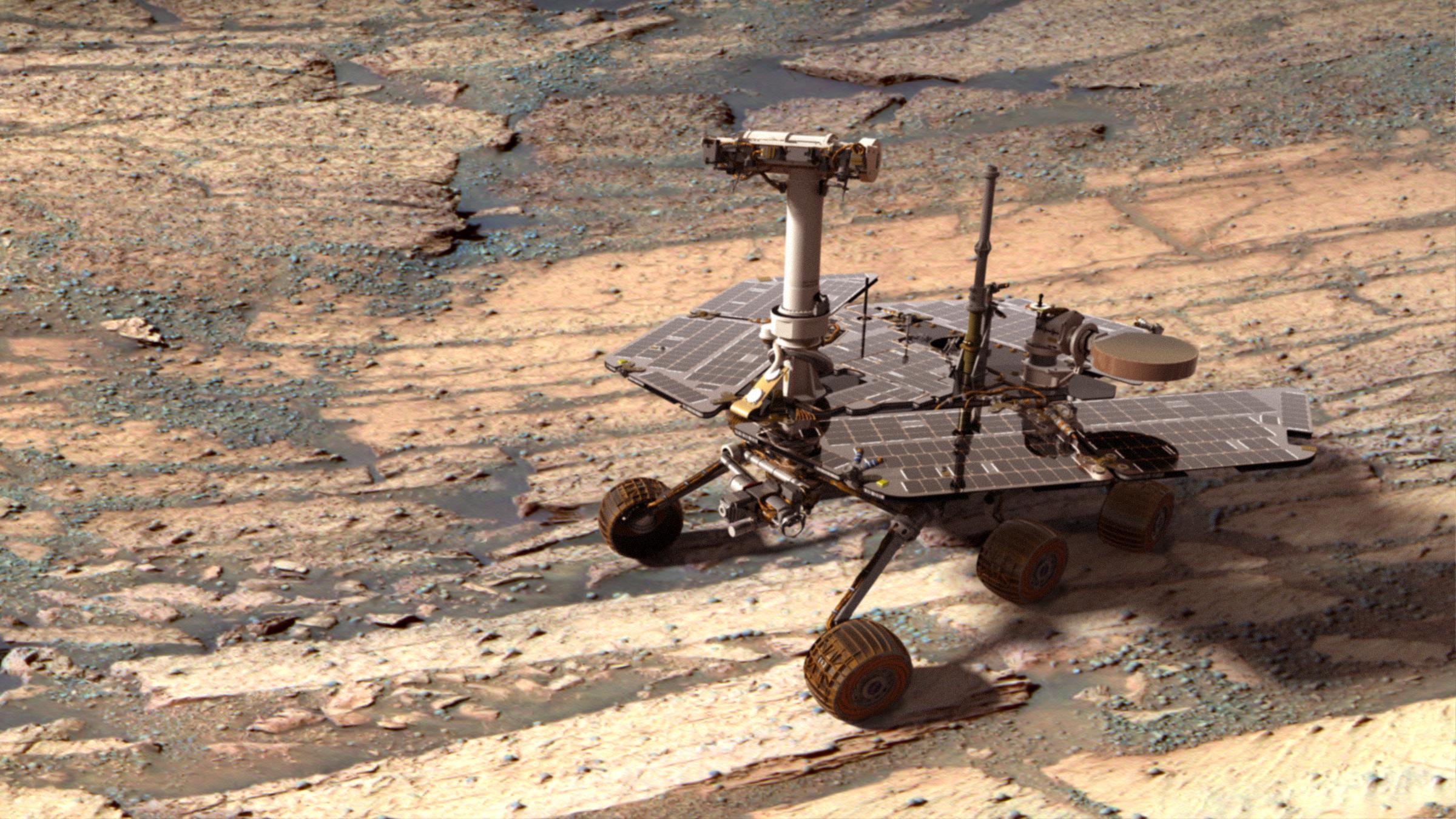
Opportunity

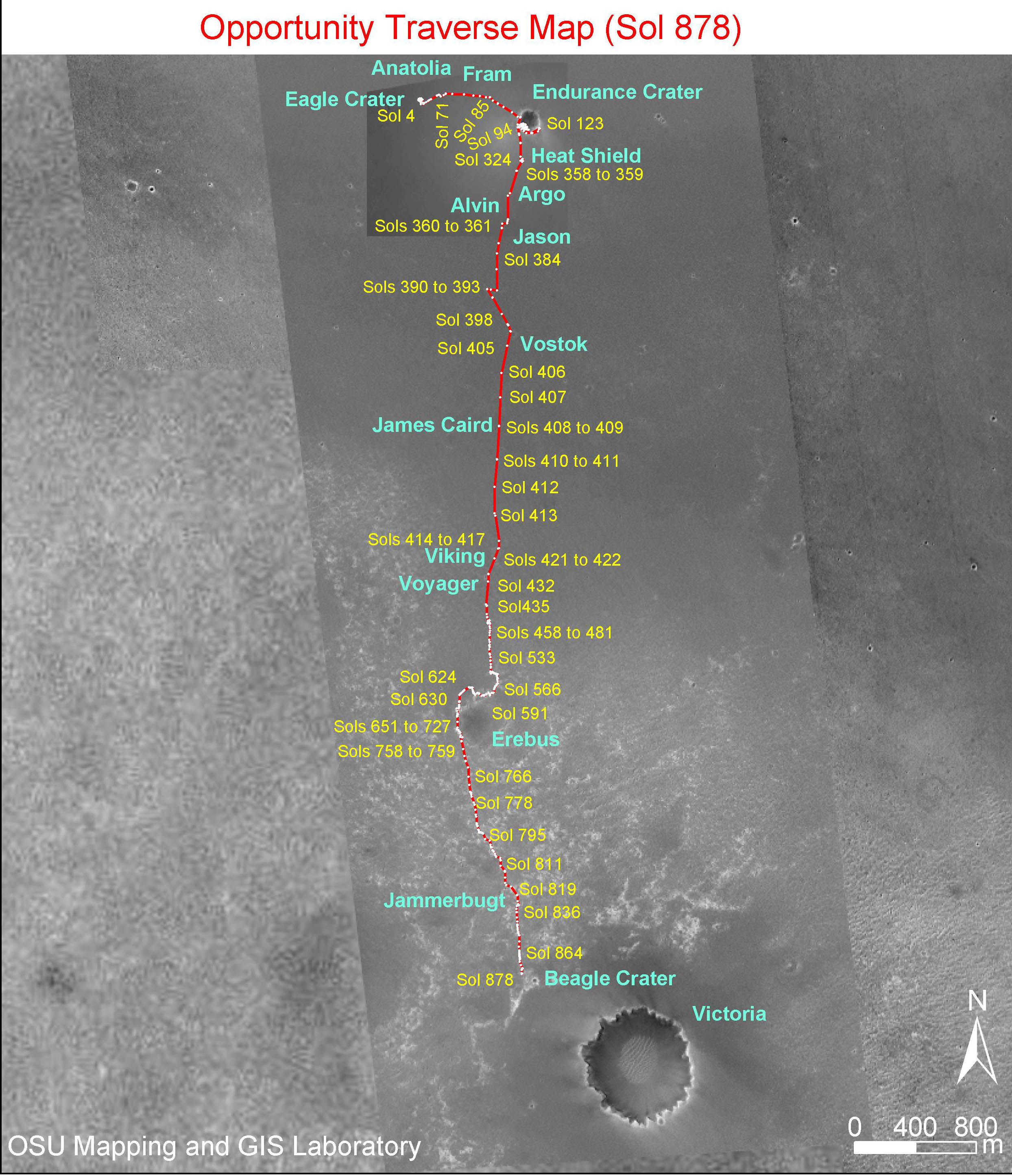
Exploration de 42,2 km dOpportunity sur Meridiani Planum.

Cet explorateur de cratères martiens visite et étudie la géologie de plus de 100 cratères d'impact de toutes tailles, sur un parcours de près de 45,2 km, en 15 ans passés sur Mars, dont en particulier :
- Eagle

- diamètre : 22 m
- date : 24 janvier - mars 2004 (sols 1-57)

- site d'atterrissage d'Opportunity
- Endurance

- diamètre : 130 m
- date : 30 avril - 13 décembre 2004 (sols 95-315)
- le premier des trois cratères d'envergure visité par Opportunity
- Argo

- diamètre : env. 30 m ?
- date : janvier 2005 (sol 361)
- situé juste au sud du cratère Endurance
- Vostok

- diamètre : 200 m
- date : 8-13 mars 2005 (sols 399-404)
- situé juste au sud du cratère Argo
- Erebus

- diamètre : 320-350 m
- date : octobre 2005 - mars 2006 (sols 550-750)
- situé aux 2/3 du trajet Endurance-Victoria
- Beagle

- diamètre : 35 m
- date : juin 2006 (sols 901-904)

- situé à la limite des ejecta de Victoria
- Emma Dean

- diamètre : 35 m
- date : 4-17 septembre 2006 (sols 929-943)
- situé dans la zone des ejecta de Victoria
- Victoria

- diamètre : 750 m
- date : 26 septembre 2006 - 8 octobre 2008 (sols 951-1679)
- le deuxième des trois cratères d'envergure visité par Opportunity (le plus important en taille)
- Santa Maria

- diamètre : 85 m
- date : 15 décembre 2010 - 25 mars 2011 (sols 2452-2542)
- le troisième des trois cratères d'envergure visité par Opportunity (le plus petit en taille)
- Endeavour

- diamètre : 22 km

- profondeur : 300 m

- date : depuis le 14 août 2011 (sol 2685)

- le dernier cratère visité est d'une envergure exceptionnelle. 

Opportunity en explore les flancs ouest : 

Cap York (jusqu'en mai 2013) puis Cap Tribulation, plus au sud.